# Caught with the Goods (film 1917)
Caught with the Goods è un cortometraggio muto del 1917 diretto da Nick Cogley.

## Produzione
Il film fu prodotto dalla Triangle Film Corporation con il titolo di lavorazione The Shop Lifter.

## Distribuzione
Distribuito dalla Triangle Distributing, il film - un cortometraggio di una bobina - uscì nelle sale cinematografiche statunitensi l'11 marzo 1917.
Copia della pellicola si trova conservata in un archivio privato ed è stata riversata in DVD